# داستان‌های زمان مرگ (فیلم)
داستان‌های زمان مرگ (به انگلیسی: Deadtime Stories) فیلمی محصول سال ۱۹۸۶ و به کارگردانی جفری دلمن است. در این فیلم بازیگرانی همچون اسکات ولنتاین، ملیسا لیو، کاترین دی پرومه، آنی ردفرن، نیکول پیکارد، مت میتلر، کتی فلگ و فیلیس کریگ ایفای نقش کرده‌اند.